# ティナ・ゴーラン
ティナ・ゴーラン（Tina Gollan、1984年10月9日 - ）は、ドイツの元女子バレーボール選手である。199cmの身長を武器に国際大会で活躍している。

## 球歴
- 2001年 - 欧州ユース選手権（4位）
- 2002年 - 欧州ジュニア選手権（8位）
- 2003年 - 世界ジュニア選手権（5位）

## 所属クラブ
- VC Weil （1996-1998年）
- SV Sinsheim （1998-2002年）
- VC Olympia （2002-2003年）
- シュヴェリーンSC （2003-2008年）
- Neustadt-Glewe voley（2008-2010年）